# 巴里布
巴里布是东帝汶博博納羅區巴利博县下轄的一个城镇，距离東帝汶-印度尼西亚边境约10（6.2英里） 。该镇境內有一座建於16世紀的堡垒，印度尼西亞入侵東帝汶期间，印尼軍隊在當地與東帝汶軍隊交戰。